# 雲松院 (横浜市)
雲松院（うんしょういん）は、神奈川県横浜市港北区にある曹洞宗の寺院。

## 歴史
寺伝によれば、小机城の城代だった笠原信為の開基で、天文年間（1532年 - 1555年）の創建とされている。しかし実際にはもう少し古く、信為の父・信隆三十回忌にあたる1525年（大永5年）頃といわれている。当院公式サイトでも大永説を採っている。
笠原氏の宗旨は曹洞宗であったので、遠江国榛原郡（現・静岡県牧之原市）の曹洞宗寺院石雲院の季雲永岳に依頼し、弟子の天叟須孝を招聘して寺院を創建した。よって当院では季雲永岳を勧請開山としている。
信為の子孫である笠原重政は、後北条氏滅亡後、関東地方の新領主となった徳川氏に仕え、旗本となった。墓地には、旗本・笠原一族の墓がある。また旗本門奈氏最後の当主で、静岡藩士となった門奈直方夫妻の墓石もある。

## 文化財
- 天童小参抄（下巻）（横浜市指定有形文化財 1989年（平成元年）12月25日指定）[3]
- 旗本笠原家の墓所（横浜市登録地域史跡名勝 1994年（平成6年）11月1日登録）[4]
- 雲松院本堂及び山門（横浜市指定有形文化財 1995年（平成7年）11月1日指定）[5]

## 交通アクセス
- 小机駅より徒歩2分。